# Shark! Shark!
Shark! Shark! ist ein Spiel, dessen Original 1982 für die Intellivision-Konsole veröffentlicht wurde. Es wurde von Don Daglow konzipiert und von Ji-Wen Tsao, einer der ersten weiblichen Spieleprogrammiererinnen in der Geschichte der Videospiele, programmiert.

## Spielprinzip
Der Spieler ist ein Fisch, der kleinere Fische fressen muss, um Punkte und zusätzliche Leben zu erhalten, während er Feinden wie größeren Fischen, Haien, Quallen, Hummern und Krabben ausweicht. Nachdem der Spieler eine bestimmte Anzahl von Fischen gefressen hat, wird sein Fisch größer und kann somit eine größere Auswahl an Fischen fressen. Der größere Fisch wird zwar etwas schneller, ist aber weniger wendig als der kleine Fisch und hat es schwerer, Feinden auszuweichen.

## Geschichte, Entwicklung und Versionen
Die Original-Version wurde 1981 für die Intellivision-Konsole veröffentlicht.
Shark! Shark! wurde im Herbst 2012 für die PlayStation 3 über PlayStation Home in einer Sammlung mit dem Titel Intellivision Gen2 verfügbar gemacht. Das Spiel wurde im Mai 2010 auch für Microsofts Game-Room-Service für die Xbox-360-Konsole und für Windows-basierte PCs veröffentlicht.
2021 kündigte Intellivision Entertainment eine Pack-in-Version für die in Entwicklung befindliche Konsole Intellivision Amico an. Diese Konsole ist aber bis heute (2025) nicht erschienen.
Nachdem die Entwicklung der Amico-Konsole auf unbestimmte Zeit gestoppt wurde, kündigte Intellivision an, dass mobile Versionen von Shark! Shark! als Teil der Amico Home-Initiative des Unternehmens veröffentlicht werden sollten. Mit dieser Ankündigung wurde Ende 2023 eine Version für Android OS verfügbar gemacht, gefolgt von einer iOS-Version im Dezember 2024.
2023 hat BBG Entertainment alle Rechte an Shark! Shark! erworben und 2023 und 2024 Versionen für Mac, PlayStation 4, PlayStation 5, Steam, Switch, Windows und Xbox veröffentlicht.
Im Jahr 2023 erwarb die BBG Entertainment GmbH die Marke Shark! Shark! zusammen mit dem Recht, die Intellivision-Amico-Version von Shark! Shark! auf Nintendo Switch, Xbox One, Xbox Series X/S sowie Windows- und Mac-Computer zu portieren. Diese Portierungen wurden am 28. September desselben Jahres veröffentlicht.